# Gonzalo Trindade
Gonzalo Agustín Trindade (Olivos, 14 maggio 2004) è un calciatore argentino, difensore del Central Córdoba (SdE) in prestito dal River Plate.

## Caratteristiche tecniche
È un terzino sinistro.

## Carriera
Trindade è cresciuto nel settore giovanile del River Plate, con cui ha firmato il primo contratto professionistico il 17 agosto 2023. Il 6 giugno 2024 è stato ceduto in prestito al Central Córdoba (SdE) ed il 13 giugno ha giocato il suo primo incontro profesionistico, contro l'Argentinos Juniors in Primera División.

## Statistiche

### Presenze e reti nei club
Statistiche aggiornate al 19 aprile 2025.
| Stagione        | Squadra               | Campionato      | Campionato | Campionato | Coppe nazionali | Coppe nazionali | Coppe nazionali | Coppe continentali | Coppe continentali | Coppe continentali | Altre coppe | Altre coppe | Altre coppe | Totale | Totale | Totale |
| Stagione        | Squadra               | Comp            | Pres       | Reti       | Comp            | Pres            | Reti            | Comp               | Pres               | Reti               | Comp        | Pres        | Reti        | Pres   | Reti   |        |
| --------------- | --------------------- | --------------- | ---------- | ---------- | --------------- | --------------- | --------------- | ------------------ | ------------------ | ------------------ | ----------- | ----------- | ----------- | ------ | ------ | ------ |
| 2024            | Central Córdoba (SdE) | PD              | 5          | 0          | CA+CdL          | 1+0             | 0               | -                  | -                  | -                  | -           | -           | -           | 6      | 0      |        |
| 2025            | Central Córdoba (SdE) | PD              | 3          | 0          | CA              | 0               | 0               | CL                 | -                  | -                  | SA          | -           | -           | 3      | 0      |        |
| Totale carriera | Totale carriera       | Totale carriera | 8          | 0          |                 | 1               | 0               |                    | -                  | -                  |             | -           | -           | 9      | 0      |        |

## Palmarès

### Club

#### Competizioni nazionali
- Copa Argentina: 1

Central Córdoba (SdE): 2024